# 行こう、白頭山へ
- 行こう、白頭山へ
- 行こう白頭山へ
- 白頭山へ行こう

「行こう、白頭山へ」（いこうペクトゥサンへ、朝鮮語: 가리라 백두산으로）は、朝鮮民主主義人民共和国の楽曲である。北朝鮮での公演を世界で初めて許可されたロックバンドである、ライバッハ（スロベニア）が、公演の中でカバーしたことで、国際的な知名度を上げた。
本曲は、2015年に金正恩を称えるプロパガンダ楽曲として制作され、同年の北朝鮮における最大のヒット曲の一つとなった。作詞は李志松（リ・ジソン／리지성）、作曲はウ・ジョンヒ（우정희）が担当。2015年4月20日の労働新聞上で歌詞が発表された。

## 制作の背景
金正恩は、重大な決断を下す前に白頭山に登る傾向がある。この傾向は金正日の時代にも見られたものである。
本曲が発表された翌月の2015年5月には、玄永哲（ヒョン・ヨンチョル）人民武力部長を公開処刑されている。2013年に「我々はあなたしか知らない」が発表された際には、正恩の叔父である張成沢（チャン・ソンテク）が処刑された。この際も処刑の直前に、正恩は白頭山を訪れた。
歌詞の内容はタイトル通り「美しい白頭山に登ろう」と白頭山の魅力を歌うもので、曲調も極めてポップである。しかし、上記の背景の通り曲に込められた真の意味は「金正恩が重大な場面で下す決断を指示せよ」というメッセージである。

## ロックバンド・ライバッハによるカバー
ライバッハは北朝鮮での公演に招待された際、事前に本曲をカバーしてレコーディングを行った。カバーの言語は英語だった。
ライブのリハーサルでこのカバーを聴いた北朝鮮当局の検閲官は難色を示した。検閲官は「原曲をあまりに大きく変え過ぎている」「北朝鮮人民は自国の文化の保護に対して非常に敏感である」ことを理由に、本曲のカバーの演奏をカットさせようとしたという。
原曲はミドルテンポのポップスだったが、ライバッハのカバーはスローなバラードになっていた。検閲官はこのテンポとテイストの違いに対して難色を示したという。この他にも「名誉ある生と死」のカバーに対しても、検閲官はカットを要求した。
ボーカルのミラン・フラスは、多くの厳しい要求を伝える検閲官が、直接顔を見せないことに反発。「演奏できないならそれでもかまわない。しかし、直接ここに来て話してくれ」と対面での会話を要求した。結果「アリラン」のカバーの一部として取り入れることで演奏を許可された。
なお、同公演ではビートルズの「アクロス・ザ・ユニバース」やヨーロッパの「ファイナル・カウントダウン」、エーデルワイスやドレミの歌、丘は生きているなど「サウンド・オブ・ミュージック」の楽曲も披露されている。
聴衆の反応について、北朝鮮旅行代理店「コリョ・ツアーズ」のゼネラルマネージャーであるサイコン・コッカレルは「全員がずっと席に座っていて、一緒に拍手したり歌ったりすることはほとんどなかったが、ここのコンサートではそれが普通だ」「会場にいたほとんどの人は、どう反応すべきか全くわからなかったと思いますが、ショー全体は好評だったようです。」と、CNNの取材に対して語っている

## 演奏
2015年4月28日の牡丹峰楽団（モランボン楽団）のコンサートで披露された。同年9月14日には、国家功労合唱団がロシア・ハバロフスクでの公演で披露している。その他、金日成青年団・芸術宣伝隊などが演奏している。